# Morgensang (genre)
 For alternative betydninger, se Morgensang. (Se også artikler, som begynder med Morgensang)
Morgensang er en sang med morgen som tema og kan ses i kontrast til aftensang.
På dansk fremhæves B.S. Ingemann og C.E.F. Weyses sangrække. Den indgår i den danske Kulturkanon.
I Højskolesangbogens 19. udgave er oplistet 31 sange i afsnittet "Morgen" med Den signede dag som den første.
De 8 Ingemann-Weyse morgensange er alle arrangeret for SATB-kor af Bo Holten og findes udgivet samlet i 1999.

## Liste

### Ingemann og Wejses otte morgensange
- Nu ringer alle klokker mod sky
- Lysets engel går med glans
- Nu vågne alle Guds fugle små
- I østen stiger solen op
- Gud ske tak og lov
- Morgenstund har guld i mund
- Nu titte til hinanden
- Storken sidder på bondens tag

### Andre danske morgensang
- Den signede dag med fryd vi ser af N.F.S. Grundtvig og C.E.F. Weyse
- Morgenstund har guld i mund af N.F.S. Grundtvig
- Se, nu stiger solen af havets skød af Jakob Knudsen

### Udenlandske
- Morning has broken, Eleanor Farjeon, gjort kendt af Cat Stevens.